# Rudy Jansen
Rudy Jansen (Utrecht, 2 januari 1979) is een Nederlands voormalig voetballer, hij speelde vooral als verdediger. Na zijn carrière als profvoetballer speelde hij nog een jaar bij SV Spakenburg in de Topklasse, het allerhoogste amateurniveau van Nederland. Anno 2016 is hij jeugdtrainer bij FC Utrecht. Hij is de broer van danseres Ingrid Jansen.

## Carrière

### Professioneel
Jansen begon in het seizoen 1999/2000 bij FC Utrecht, waar hij niet aan spelen toe kwam. In datzelfde seizoen kon hij nog naar Heracles Almelo in de Eerste divisie en daar kon hij wel op een basisplaats rekenen. Hij speelde 8 seizoenen voor Heracles Almelo. In het seizoen 2006/2007 was hij reservespeler bij Excelsior en vertrok in het seizoen eropvolgend 2007-2008 op huurbasis naar SC Cambuur Leeuwarden. In juni 2008 werd bekend dat Jansen voor nog een jaar door Cambuur Leeuwarden gehuurd zou worden en vervolgens kreeg hij een 2-jarig contract bij Cambuur Leeuwarden. In januari 2011 vertrok hij per direct naar FC Zwolle, hij werd geruild tegen Dennis van der Wal die de omgekeerde weg bewandelde.

### Amateurs
Vanaf het seizoen 2011/2012 kwam Jansen uit in de Topklasse voor Spakenburg, hij heeft hiermee een stap terug gemaakt uit het betaalde voetbal en speelde toen der tijd op het hoogste amateur niveau van Nederland.

## Clubstatistieken
| Seizoen | Club            | Competitie     | Duels | Goals |
| ------- | --------------- | -------------- | ----- | ----- |
| 1998/99 | FC Utrecht      | Eredivisie     | 0     | 0     |
| 1998/99 | Heracles Almelo | Eerste divisie | 10    | 0     |
| 1999/00 | Heracles Almelo | Eerste divisie | 5     | 0     |
| 2000/01 | Heracles Almelo | Eerste divisie | 12    | 0     |
| 2001/02 | Heracles Almelo | Eerste divisie | 31    | 3     |
| 2002/03 | Heracles Almelo | Eerste divisie | 30    | 3     |
| 2003/04 | Heracles Almelo | Eerste divisie | 35    | 7     |
| 2004/05 | Heracles Almelo | Eerste divisie | 33    | 3     |
| 2005/06 | Heracles Almelo | Eredivisie     | 28    | 2     |
| 2006/07 | Excelsior       | Eredivisie     | 14    | 0     |
| 2007/08 | → SC Cambuur    | Eerste divisie | 37    | 3     |
| 2008/09 | → SC Cambuur    | Eerste divisie | 36    | 3     |
| 2009/10 | SC Cambuur      | Eerste divisie | 14    | 1     |
| 2010/11 | SC Cambuur      | Eerste divisie | 14    | 0     |
| 2010/11 | FC Zwolle       | Eerste divisie | 1     | 0     |
| 2011/12 | SV Spakenburg   | Topklasse      | ?     | ?     |
| 2012/13 | SV Spakenburg   | Topklasse      | ?     | ?     |
| Totaal  | Totaal          | Totaal         | 300   | 25    |

## Erelijst
- Kampioen Eerste Divisie: 2005 (Heracles Almelo)
- Kampioen Topklasse: 2012 (SV Spakenburg)